# Gytha Thorkelsdóttir
Pour les articles homonymes, voir Gytha.
Gytha Thorkelsdóttir est une noble danoise née vers 1010 et morte après 1068.

## Biographie
Gytha est la fille du noble danois Thorgil Sprakling. Son frère Ulf est le beau-frère de Knut le Grand, qui règne sur le Danemark et l'Angleterre à partir de 1016.
Knut organise le mariage de Gytha avec le comte anglais Godwin de Wessex vers 1023. Celui-ci devient progressivement le plus puissant seigneur d'Angleterre, notamment après l'avènement d'Édouard le Confesseur en 1042, ce qui fait de Gytha l'une des femmes les plus riches du royaume. Les sources médiévales notent également sa grande piété. Lorsque son mari et ses fils sont brièvement dépouillés de leurs titres et exilés, en 1051, elle les accompagne en Flandre.
En 1066, la mort du roi Édouard entraîne une crise de succession. L'aîné des fils survivants de Gytha, Harold, est reconnu roi par la noblesse anglaise, mais sa légitimité est contestée. Au cours de l'année 1066, quatre des fils de Gytha trouvent la mort au combat : Tostig est tué à la bataille de Stamford Bridge dont le vainqueur, le roi Harold, perd à son tour la vie à la bataille d'Hastings aux côtés de ses frères Gyrth et Léofwine.
Les sources normandes rapportent qu'après la bataille d'Hastings, Gytha s'adresse à Guillaume le Conquérant pour récupérer le corps de son fils Harold. Elle lui offre en échange son poids en or, mais le nouveau roi d'Angleterre refuse d'accéder à sa requête.
Sa présence à Exeter après Hastings est peut-être liée au soulèvement de la ville contre Guillaume le Conquérant en 1067. L'année suivante, elle quitte l'Angleterre, accompagnée par les femmes de plusieurs notables anglo-saxons et  vraisemblablement par sa fille Gunhild, pour se rendre à Saint-Omer, en Flandre. Elle meurt à une date inconnue après 1068, peut-être vers 1070.

## Mariage et descendance
Gytha et Godwin de Wessex ont au moins six fils :
- Sven (mort en 1052), comte dans les Midlands ;
- Harold, tué le 14 octobre 1066 à la bataille de Hastings, comte du Wessex puis roi d'Angleterre ;
- Tostig, tué le 25 septembre 1066 à la bataille de Stamford Bridge, comte de Northumbrie ;
- Gyrth, tué le 14 octobre 1066 à la bataille de Hastings, comte d'Est-Anglie ;
- Léofwine, tué le 14 octobre 1066 à la bataille de Hastings, comte du Kent ;
- Wulfnoth, mort en 1094.

Un septième fils, Ælfgar, est cité par Orderic Vital mais pas par Jean de Worcester.
Gytha et Godwin ont également au moins trois filles :
- Édith, épouse en 1045 Édouard le Confesseur, morte le 19 décembre 1075 ;
- Ælfgifu, morte avant 1066 ;
- Gunhild, morte en 1080, moniale.